# Skrochovice
Skrochovice (pol. Skrochowice) – wieś w gminie Brumovice w Czechach, w powiecie Opawa, w kraju morawsko-śląskim, bezpośrednio przy granicy z Polską.
W 2001 mieszkało tu 318 osób.
We wsi podczas okupacji niemieckiej funkcjonował obóz przejściowy dla Polaków i Czechów z regionu, których potem przekazywano do niemieckich obozów koncentracyjnych, głównie do Dachau.